# Hévízgyörk
Hévízgyörk je vas na Madžarskem, ki upravno spada pod podregijo Aszódi Županije Pešta.